# Agustín de Vetancurt
Agustín de Vetancurt (Santa Catarina Ayotzingo, 1620–1708) fue un fraile franciscano, historiador, escritor y nahuatlato.

## Biografía
Nació en uno de los pueblos originarios de Chalco, Santa Catarina Ayotzingo, hijo del español Luis de Vetancurt y de Mariana Cabrera. Su familia paterna era originaria de las Islas Canarias y pariente del conquistador de origen francés Jean de Bethencourt, apellido que españolizó.
Después de ser bachiller en letras humanas y filosofía, fue ordenado fraile franciscano en la ciudad de Puebla hacia 1640 sitio donde se dedicó a formar novicios de la orden. Fue trasladado posteriormente al Hospital Real de San José de los Naturales, en donde se encontraba el Colegio de San José de los Naturales y la capilla de San José de los Naturales en donde fue vicario. En ese sitio, debido a su dominio de la lengua náhuatl, fue profesor de la misma y de otras disciplinas como la filosofía, teología, asimismo escribió obras eclesiásticas tanto en español como en náhuatl. También dominó el latín.
Dentro de su labor artística destacó como cronista de la Orden Franciscana en la Nueva España, cargo que le fue confirmado por el papa Inocencio XI, escribiendo la obra Teatro Mexicano: descripción breve de los sucesos exemplares, históricos, políticos y religiosos del Nuevo Mundo Occidental de las Indias. Su obra Arte de lengua mexicana fue un manual para el aprendizaje del náhuatl.

## Obra
- Arte para aprender la lengua mexicana (Imprenta de Francisco Rodríguez Lupercio, 1673)
- Luz para saber andar las estaciones de la Vía Sacra (1685, traducido al náhuatl)
- Sermones (también en náhuatl)
- Menologio franciscano (1697)
- Crónica de la Provincia del Santo Evangelio de México, cuarta parte del Teatro Mexicano de los sucesos religiosos (Imprenta de doña María de Benavides viuda de Juan de Ribera, 1697)
- Vía crucis en mexicano
- Vida de San José y San Juan Bautista en mexicano
- Manual para administrar los sacramentos
- Teatro Mexicano: descripción breve de los sucesos exemplares, históricos, políticos y religiosos del Nuevo Mundo Occidental de las Indias (Imprenta de doña María de Benavides viuda de Juan de Ribera, 1697)